# Mathias Unkuri
Mathias Robin Unkuri, född 16 januari 1988, är en svensk före detta fotbollsspelare. 
Han har spelat tre landskamper i U21-landslaget. 

## Karriär
Unkuri kom till Helsingborgs IF från moderklubben Perstorps SK som sextonåring och gjorde debut i Allsvenskan den 1 maj 2007. Sin första allsvenska match från start gjorde han mot IFK Göteborg den 7 juli 2008. Sitt första mål i klubbens A-lag gjorde han i kvalmatchen i UEFA-cupen mot Trans Narva den 2 augusti 2007, där Helsingborg vann med 3–0. Det första målet i Allsvenskan kom i segermatchen mot Örgryte IS (3–1) den 25 maj 2009. Under höstsäsongen 2009 lånades Unkuri ut från Helsingborgs IF till Ängelholms FF i Superettan. 
Han spelade i Landskrona BoIS från 2010 fram till sommaren 2012. Det första året i BoIS gick dock till spillo på grund av en svår korsbandsskada. Han skrev på för danska Hobro IK 2012, men stannade bara en kort period.
År 2013 och 2014 representerade Unkuri Nybergsund i Norge. I januari 2015 värvades Unkuri av division 1-klubben Eskilsminne IF. Efter säsongen 2020 avslutade han sin fotbollskarriär.